# Петринівка
Петринівка (пол. Petrynówka) — частина села Сумин у Польщі, в Люблінському воєводстві Томашівського повіту, ґміни Тарнаватка.

## Історія
Первісним населенням Петринівки були русини-лемки, які компактно проживали на своїх історичних землях. 